# 納卡卜
納卡卜（Naqaab）是2007年寶萊塢製作的驚險劇情影片。
主要演員為：波比·德奧利（Bobby Deol）和阿克夏·庫馬（Akshaye Khanna），擔任女主角的是前模特兒、電影新人烏沃瓦什·沙馬（Urvashi Sharma）。

## 故事梗概
三角戀愛故事。模特兒蘇菲亞（Sophia）已經和億萬富翁卡蘭（Karan Oberoi）訂婚，此時出現了維克（Vicky），蘇菲亞要在愛她的卡蘭和她所愛的維克之間作出選擇。。。

## 導演
- Abbas Burmawalla
- Mustan Burmawalla.

## 卡士
- 波比·德奧利 ... Bobby Deol ... 扮演億萬富翁卡蘭·奧伯萊（Karan Oberoi）
- 阿克夏·庫馬 ... Akshaye Khanna ... 扮演維克·馬霍特拉（Vicky Malhotra）
- 烏沃瓦什·沙馬 ... Urvashi Sharma ... 扮演模特兒蘇菲亞（Sophia）
- 拉真達拉納斯·祖特什 ... Rajendranath Zutshi ... 扮演山姆（Sam）

## 影片歌曲
全部歌曲由披淡·查克拉波蒂詞：
Tera Chehra Sanam, ek roobai si hain - KK

## 票房記錄
儘管獲得好評，銷售記錄不理想，首周淨得：五千六百萬（Rs.56,724,665）印度盧比，次周：僅一千萬（Rs.10,062,515）印度盧比。 
在海外，銷售記錄同樣不理想，倫敦首周票房排名第八，淨得：£75,250英鎊， 次周票房排名跌落第十五，淨得一萬英鎊以下。